# Lexmark
Lexmark International, Inc. là một công ty Hoa Kỳ chuyên sản xuất máy in laser và các sản phẩm xử lý hình ảnh. Công ty này có trụ sở tại Lexington, Kentucky. Kể từ năm 2016, công ty này đã thuộc sở hữu chung của một tập đoàn gồm ba công ty đa quốc gia: Apex Technology, PAG Asia Capital và Legend Capital.
Trụ sở chính của công ty được đặt tại Hoa Kỳ. Lexmark có văn phòng trên khắp Bắc và Nam Mỹ, Châu Á, Châu Phi và Châu Âu. Lexmark có khoảng 8.200 người trên khắp thế giới, với gần 2.000 nhân viên ở Hoa Kỳ.

## Lịch sử

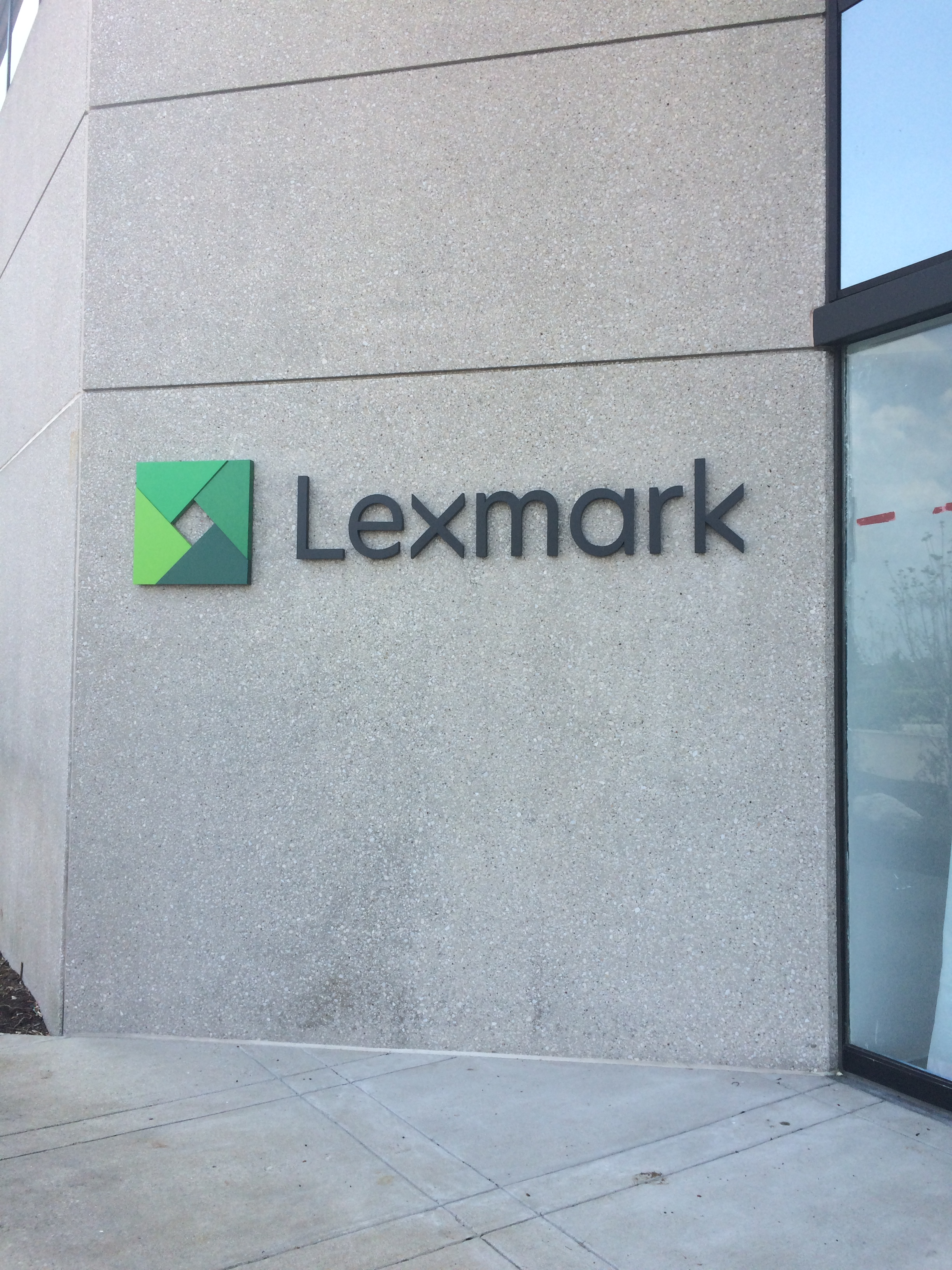
Lexmark Headquarters, Lexington, Kentucky

Lexmark được thành lập vào ngày 27 tháng 3 năm 1991, khi công ty đầu tư Clayton & Dubilier mua lại Tập đoàn Sản phẩm Thông tin IBM, bao gồm bộ phận kinh doanh máy in, máy đánh chữ và bàn phím của IBM. Vào ngày 15 tháng 11 năm 1995, Lexmark đã niêm yết cổ phiếu của mình trên Sàn giao dịch chứng khoán New York với mã giao dịch là NYSE:LXK.